# Il cielo può attendere
Il cielo può attendere (Heaven Can Wait) è un film del 1943 diretto da Ernst Lubitsch.
Basato sulla commedia teatrale Birthday, di Leslie Bush-Fekete, il film narra, con ironia, il racconto di tutta la vita di un impenitente dongiovanni che si trova, dopo morto e alle soglie dell'inferno, a sottoporre la sua vita al giudizio dell'aldilà.
È il primo ed unico film girato da Lubitsch in technicolor.

## Trama
Un uomo anziano, di nome Henry Van Cleve, giunge all'ingresso dell'inferno, dove è ricevuto personalmente da Sua Eccellenza. L'uomo è convinto che quello sia il luogo destinato al suo aldilà, ma il mefistofelico padrone di casa, prima di farlo entrare, preferisce ascoltare direttamente da lui le ragioni di questo convincimento.
Comincia così, in flashback, il racconto di tutta la vita di Henry Van Cleve, dalla culla fino ai 70 anni. Henry nasce nel 1872 da una ricchissima famiglia di New York. Figlio unico e un po' viziato, vive della rivalità con il cugino Albert, di poco più grande di lui e perfetto in tutto, e cresce sotto l'ala protettrice del nonno Hugo, caratterialmente molto più simile a lui di quanto non lo siano i genitori. Sempre in cerca di avventure amorose, all'età di 26 anni sembra voler "mettere la testa a posto" quando si innamora perdutamente di una ragazza conosciuta incidentalmente per strada, ma che lo ha colpito come nessuna prima, e non solo per la bellezza.
Segue la ragazza in libreria, dove si finge commesso per poterla corteggiare e le sconsiglia caldamente di comprare il libro che lei voleva acquistare "How to make your husband happy". Al ricevimento per il suo compleanno scopre però che la ragazza sconosciuta è Martha Strable, la figlia del magnate della carne bovina statunitense, giunta lì con i genitori per presentarsi ufficialmente ai Van Cleve in vista del prossimo matrimonio con il cugino Albert. Henry, sicuro del fatto suo, appartatosi con Martha le chiede se lei ami suo cugino o lui. Avuta la risposta che attendeva fugge a sposarsi destando un enorme scandalo che determina anche la rottura definitiva dei rapporti tra gli Strables e la loro figlia.
Dieci anni più tardi la coppia ha avuto un figlio e Martha, seppure amata, è stufa degli atteggiamenti di Henry che non ha mai smesso di corteggiare altre donne, e così torna a casa dai suoi. Questi, dopo tanto tempo, la riaccolgono a braccia aperte, convinti anche di aver avuto sempre ragione sull'errore fatto dalla figlia. Questa invece, raggiunta immediatamente dal marito e dal vecchio nonno che ha architettato tutto, si riconcilia con Henry e fugge una seconda volta con lui.
Quindici anni più tardi Henry si preoccupa per le continue sbandate del figlio che corre dietro a soubrette e ballerine di teatro, e Martha gli fa notare quanto questo sia inutile, e quanto in fondo il figlio non faccia nulla di diverso da quanto abbia fatto lui da giovane. Poco dopo l'amata Martha muore ed Henry, seppure afflitto, non abbandona la sua vita da dongiovanni; il figlio però lo spinge a mettere la testa a posto. A 70 anni, a letto e malato, una notte, assistito da una bellissima infermiera, Henry muore senza ben capire se l'ultima immagine della sua vita sia stato un sogno o reale.
Ascoltato il racconto della vita di Henry Van Cleve, Sua Eccellenza non ritiene di dover ospitarlo "giù", ma anzi lo indirizza verso i piani superiori dove forse dovrà fare un po' di anticamera in Purgatorio, ma dove potranno intercedere per lui le tante persone che lì si trovano, che lui ha amato e che certamente non l'hanno dimenticato, soprattutto le tante donne che lui ha corteggiato tutta la vita, non ultima l'amata Martha. Nell'ultima sequenza (censurata) della versione originale, Henry, entrato in ascensore, si imbatte in una bella signora che si deve fermare in Purgatorio, e la segue (da cui il titolo originale "Heaven Can Wait", cioè "Il Paradiso può aspettare").

## Colonna sonora
La colonna sonora è arricchita dai brani de La vedova allegra.

## Riconoscimenti
- 1944 - Premio Oscar
  - Candidatura Miglior film
  - Candidatura Miglior regista ad Ernst Lubitsch
  - Candidatura Miglior fotografia ad Edward Cronjager

## Manifesti e locandine
La realizzazione dei manifesti del film, per l'Italia, fu affidata al pittore cartellonista Anselmo Ballester.